# 及川正通
及川 正通（おいかわ まさみち、1939年4月4日 - ）は、日本のイラストレーターである。東京イラストレーターズ・ソサエティ会員。

## 人物
旧関東州・大連生。横須賀高等学校定時制卒業後、16歳で横須賀市のデパートさいか屋に入社し、ポスターのデザイナーとして9年間勤務。1963年「SOULS OF NEGRO」を日宣美展に出展し入選したのを機にプロのデザイナーとしてデビュー。
その後主婦と生活社に4年間勤務後、1968年にフリーとなり横尾忠則と共同事務所「ジ・エンドスタジオ」を立ち上げ、天井桟敷のポスターなどを手がける。1972年「平凡パンチ」に連載した“ドッキリメント劇画”などで注目を浴びる。
1975年から、書籍・プレイガイド（チケットぴあ）会社のぴあが運営する情報雑誌「ぴあ」の表紙を担当し続け、2007年、「同じ雑誌の表紙イラスト画家として世界一長いキャリアを持つ人物」ということで、ギネス世界記録に登録された。「ぴあ」の表紙画は、最新の映画・ドラマなど、その時々の旬な著名人を描き、延べ人数で1200人を超える長寿連載となった。

## 作品集
- 及川正通 イラストレーションの世界 1939〜2043年へのオデッセイ（1986年、ぴあ、ISBNなし）
- 及川正通 イラストレーションの世界 ぴあの表紙を飾った1000の顔（2002年、ぴあ、 ISBN 4-8356-0046-0）